# Communauté de communes du Vexin-Thelle
La communauté de communes du Vexin-Thelle  (CCVT) est une communauté de communes française, située dans le département de l'Oise.

## Histoire
La communauté de communes a été créée par un arrêté préfectoral du 13 avril 2000.
À la suite de son intégration dans la commune d'Auneuil comme commune déléguée, Troussures quitte la communauté de communes le 1er janvier 2017.
Le 1er janvier 2018, les communes de Courcelles-lès-Gisors et de Boury-en-Vexin quittent l'intercommunalité, ayant rejoint la communauté de communes du Vexin Normand, avant de la réintégrer le 31 mars 2018.
La fusion de Bachivillers au sein de la commune nouvelle de Montchevreuil, intervenue le 1er janvier 2019, entraîne son départ du Vexin-Thelle, au profit de la communauté de communes des Sablons. Il pourrait en être de même ultérieurement pour les communes de Jouy-sous-Thelle et du Mesnil-Théribus,,,. 
Par ailleurs, Boissy-le-Bois, Énencourt-le-Sec et Hardivillers-en-Vexin fusionnent  le 1er janvier 2019 pour former la commune nouvelle de La Corne en Vexin, qui demeure membre de l'intercommunalité.

## Territoire communautaire

### Composition
En 2022, la  communauté de communes est composée des 37 communes suivantes :

| Nom                        | Code Insee | Gentilé         | Superficie (km2) | Population (dernière pop. légale) | Densité (hab./km2) |
| -------------------------- | ---------- | --------------- | ---------------- | --------------------------------- | ------------------ |
| Chaumont-en-Vexin (siège)  | 60143      | Chaumontois     | 18,54            | 3 359 (2022)                      | 181                |
| Boubiers                   | 60089      |                 | 10,35            | 385 (2022)                        | 37                 |
| Bouconvillers              | 60090      | Bouconvillerois | 4,79             | 431 (2022)                        | 90                 |
| Boury-en-Vexin             | 60095      | Bouryciens      | 11,09            | 343 (2022)                        | 31                 |
| Boutencourt                | 60097      | Boutencourtois  | 7,51             | 215 (2022)                        | 29                 |
| Chambors                   | 60140      | Camborsiens     | 6,65             | 303 (2022)                        | 46                 |
| La Corne-en-Vexin          | 60209      |                 | 16,85            | 544 (2022)                        | 32                 |
| Courcelles-lès-Gisors      | 60169      |                 | 6,92             | 811 (2022)                        | 117                |
| Delincourt                 | 60195      | Delincourtois   | 8,05             | 533 (2022)                        | 66                 |
| Énencourt-Léage            | 60208      |                 | 4,46             | 116 (2022)                        | 26                 |
| Éragny-sur-Epte            | 60211      | Éragniens       | 8,53             | 599 (2022)                        | 70                 |
| Fay-les-Étangs             | 60228      |                 | 8,47             | 470 (2022)                        | 55                 |
| Fleury                     | 60239      |                 | 6,29             | 586 (2022)                        | 93                 |
| Fresne-Léguillon           | 60257      |                 | 7,31             | 440 (2022)                        | 60                 |
| Hadancourt-le-Haut-Clocher | 60293      |                 | 8,67             | 379 (2022)                        | 44                 |
| La Houssoye                | 60319      |                 | 6,5              | 605 (2022)                        | 93                 |
| Jaméricourt                | 60322      | Jaméricourtois  | 4,25             | 309 (2022)                        | 73                 |
| Jouy-sous-Thelle           | 60327      |                 | 12,78            | 1 067 (2022)                      | 83                 |
| Lattainville               | 60352      | Lattainvillois  | 3,44             | 174 (2022)                        | 51                 |
| Lavilletertre              | 60356      | Villetertrois   | 16,22            | 637 (2022)                        | 39                 |
| Liancourt-Saint-Pierre     | 60361      |                 | 12,69            | 577 (2022)                        | 45                 |
| Lierville                  | 60363      | Liervillois     | 7,75             | 222 (2022)                        | 29                 |
| Loconville                 | 60367      | Loconvillois    | 5,53             | 331 (2022)                        | 60                 |
| Le Mesnil-Théribus         | 60401      |                 | 6,61             | 776 (2022)                        | 117                |
| Monneville                 | 60411      | Monnevillais    | 9,19             | 769 (2022)                        | 84                 |
| Montagny-en-Vexin          | 60412      |                 | 4,18             | 676 (2022)                        | 162                |
| Montjavoult                | 60420      | Montjoviciens   | 16,73            | 525 (2022)                        | 31                 |
| Parnes                     | 60487      |                 | 12,43            | 318 (2022)                        | 26                 |
| Porcheux                   | 60510      |                 | 4,71             | 675 (2022)                        | 143                |
| Reilly                     | 60528      | Reillacois      | 8,32             | 116 (2022)                        | 14                 |
| Senots                     | 60613      |                 | 6,25             | 351 (2022)                        | 56                 |
| Serans                     | 60614      | Seranais        | 8,79             | 187 (2022)                        | 21                 |
| Thibivillers               | 60630      | Thibivillois    | 6,35             | 214 (2022)                        | 34                 |
| Tourly                     | 60640      |                 | 3,32             | 171 (2022)                        | 52                 |
| Trie-Château               | 60644      | Trie-Châtelains | 13,34            | 1 878 (2022)                      | 141                |
| Trie-la-Ville              | 60645      |                 | 4,55             | 306 (2022)                        | 67                 |
| Vaudancourt                | 60659      |                 | 4,67             | 163 (2022)                        | 35                 |

### Démographie
| 1968   | 1975   | 1982   | 1990   | 1999   | 2008   | 2013   | 2018   |
| ------ | ------ | ------ | ------ | ------ | ------ | ------ | ------ |
| 11 371 | 11 982 | 14 461 | 17 014 | 18 522 | 19 251 | 20 031 | 20 380 |

## Administration

### Siège
Le siège de l'intercommunalité est à Chaumont-en-Vexin, 5 Espace Vexin-Thelle, 6 rue Bertinot-Juël.

### Élus
L'intercommunalité  est administrée par son conseil communautaire, composé  de conseillers municipaux de chaque commune membre.
À la suite de la modification du nombre de communes membres du Vexin Thelle intervenues le 1er janvier 2019, le conseil communautaire est désormais constitué de 58 membres, répartis sensiblement en fonction de la population des communes, soit : 

- 9 délégués pour Chaumont-en-Vexin ;

- 5 délégués pour Trie-Château ;

- 2 délégués pour Le Mesnil-Théribus, Montagny-en-Vexin, Monneville et Courcelles-lès-Gisors ;

- 1 délégué et son suppléant pour les autres communes.
Toutefois, la commune nouvelle de La Corne en Vexin dispose temporairement des trois sièges qui étaient ceux de chacune des communes fusionnées.
Afin de tenir compte des évolutions démographiques des communes, et en l'absence d'accord local modifiant la répartition du conseil communaire, celui-ci est composé pour la mandature 2020-2026 de 52 membres se décomposant de la manière suivante : 

- 8 délégués pour Chaumont-en-Vexin ;

- 5 délégués pour Trie-Château ;

- 2 délégués pour Courcelles-lès-Gisors, Jouy-sous-Thelle, Le Mesnil-Théribus et Monneville ;

- 1 délégué ou son suppléant, pour les autres communes.
Au terme des élections municipales de 2020 dans l'Oise, le conseil communautaire du 8 juin 2020  a réélu son président, Bertrand Gernez, maire de Jaméricourt, ainsi que ses 7 vice-présidents, qui sont : 
1. Emmanuelle Lamarque, maire de Chaumont-en-Vexin, chargée de la commission développement Économique / Emploi / Formation
2. Laurent Desmeliers, maire de Trie-Château, chargé de la commission des sports ;
3. Sébastien Marie, maire de Fleury, chargé de la commission Education/jeunesse et social ;
4. Pascal Laroche, maire de Parnes, chargé de ka commission GEMAPI / Eau / Assainissement – SPANC ;
5. Christophe Barreau, maire de La Corne-en-Vexin, chargé de la commission Fiscalité professionnelle unique / Finances ;
6. Loïc Taillebrest, maire de  Montagny-en-Vexin, chargé de la commission Tourisme / Culture ;
7. Sylvain Le Chatton, maire de Liancourt-Saint-Pierre, chargé de la commission Numérique et communication.

Le bureau de la communauté de communes est constitué pour le mandat 2020-2026 du président, des 7 vice-présidents et de 15 autres membres.

### Liste des présidents
| Période       | Période                       | Identité        | Étiquette | Qualité |
| ------------- | ----------------------------- | --------------- | --------- | --- |
| 2000          | avril 2001                    | Bernard Renaud  |           | Maire de Thibivillers (2001 → 2009)                                                                                               |
| avril 2001    | janvier 2018                  | Gérard Lemaitre | UMP       | Maire de Senots (2001 → 2018) Conseiller général de Chaumont-en-Vexin (2004 → 2015) Démissionnaire à la suite de son déménagement |
| janvier 2018, | En cours (au 8 décembre 2021) | Bertrand Gernez |           | Maire de Jaméricourt (2001 → ) Réélu pour le mandat 2020-2026                                                                     |

### Compétences
La communauté exerce les compétences qui lui ont été transférées par les communes membres dans les conditions déterminées par le code général des collectivités territoriales.
En 2018, il s'agit :
- Aménagement de l'espace pour la conduite d’actions d’intérêt communautaire ; schéma de cohérence territoriale (SCOT) et schéma de secteur ;
- Développement économique ; zones d’activité ; politique locale du commerce ; promotion du tourisme ;
- Aires d’accueil des gens du voyage ;
- Collecte et traitement des déchets des ménages et déchets assimilés ;
- GEMAPI (Gestion des milieux aquatiques et protection contre les inondations).
- Action sociale d’intérêt communautaire ;
- Équipements culturels et sportifs d’intérêt communautaire et équipements de l’enseignement pré-élémentaire et élémentaire d’intérêt communautaire ;
- Politique du logement et du cadre de vie.
- Assainissement collectif ;
- Actions d’animation et de sensibilisation ; étude, programmation des équipements  et services à la population et aux entreprises du territoire ;
- Actions de formation et d’insertion des demandeurs d’emploi et des salariés ;
- Versement des cotisations au Service départemental d’incendie et de secours (SDIS) ;
- Très Haut Débit (Syndicat Mixte Oise Très Haut Débit – SMOTHD) ;
- Financement d’une partie des dépenses de fonctionnement  de bornes de recharge des véhicules électriques sur les communes de Chaumont-en-Vexin, Trie-Château, Fleury, Jouy-sous-Thelle, et Lierville ;
- Instruction pour le compte des communes qui le demanderaient des permis de construire et autres autorisations d'urbanisme.

### Régime fiscal et budget
La communauté de communes est un établissement public de coopération intercommunale à fiscalité propre.
Afin de financer l'exercice de ses compétences, l'intercommunalité perçoit la fiscalité professionnelle unique (FPU) – qui a succédé à la taxe professionnelle unique (TPU) – et assure une péréquation de ressources entre les communes résidentielles et celles dotées de zones d'activité.
Elle collecte également la taxe d'enlèvement des ordures ménagères (TEOM), qui finance ce service public.
L'intercommunalité ne verse pas de dotation de solidarité communautaire (DSC) à ses communes membres.

## Projets et réalisations
Conformément aux dispositions légales, une communauté de communes a pour objet d'associer des « communes au sein d'un espace de solidarité, en vue de l'élaboration d'un projet commun de développement et d'aménagement de l'espace ».

## Lien
- Site officiel
- « Statuts du Vexin Thelle  annexés à l'arrêté préfectoral du 19 décembre 2018 », Recueil des actes administratifs de la préfecture de l'Oise,‎ 28 décembre 2018, p. 24-30 (lire en ligne [PDF], consulté le 29 décembre 2018).

- « Intercommunalité-Métropole de CC du Vexin-Thelle (246000707) », Dossier complet, INSEE - Recensement de la population en France 2018, 17 janvier 2022 (consulté le 17 février 2022).